# Кухня Амазонаса
Кухня Амазонаса — кухня народов, населяющих бразильский штат Амазонас, расположенный преимущественно в бассейне реки Амазонки. Это крупнейший штат в Бразилии, наиболее сохранивший культуру и традиции коренных жителей страны, с небольшим португальским и африканским влиянием. Одна из самых экзотических кухонь в стране, кухня Амазонаса имеет влияние в Бразилии и во всём мире.
Амазонас пересекают гигантские реки, в которых обитает более двух тысяч видов рыб. По этой причине амазонская кухня изобилует рыбными блюдами. Основными потребляемыми рыбами являются пираруку, бурый паку, семапрохилодусы, павлиний окунь и другие. Употребление мяса черепахи также распространено среди аборигенов. Мясо амазонских ламантинов ранее употреблялось, но ныне запрещено бразильскими природоохранными органами из-за хищнической охоты.
Многие типичные блюда региона готовятся с pirão, разновидностью макаронных изделий из муки маниока, которые готовятся в рыбном бульоне. Популярностью пользуется tacacá — острый суп из маниока и креветок. На праздники готовят блюдо pirarucu de casaca: жареная рыба c обжаренными бананами. Встречается в закусочных, известных как «bananinhas». Среди закусок также можно выделить x-caboquinho, амазонский сэндвич, который состоит из французской булочки, фаршированной чипсами из плодов пальмы тукума, бананов сорта Плантан (спелых и жареных), сыра и сливочного масла. Блюдо было признано нематериальным культурным наследием города Манаус.
В Амазонии произрастают множество уникальных фруктов, некоторые из которых совершенно неизвестны в других частях Бразилии. В пищу используются плоды купуасу, абиу, персиковой пальмы, пальмы бурити и дерева асаи, которые теперь можно найти в городах по всей стране и которые уже имеют всемирную известность. Напитками, наиболее употребляемыми в Амазонии, являются соки гуараны (в натуральном виде и порошкообразном формате), купуасу, асаи и других фруктов, особенно те, которые родом из Амазонии.